# 阪口珠美
阪口珠美（日语：／ Sakaguchi Tamami */?，2001年11月10日—）是日本女藝人，為女子偶像團體乃木坂46前成員，東京都町田市出身，所屬經紀公司為DEEP SKILL。2016年以乃木坂46三期生身分出道。2024年7月15日自乃木坂46畢業。

## 經歷
2001年11月10日，阪口出生於東京都。家人希望她像珍珠般耀眼因此取名「珠美」。
2016年9月4日，阪口通過乃木坂46三期生徵選。12月10日，於日本武道館舉行的「乃木坂46三期生『鑑定會』」中首度在支持者前亮相。12月19日，3期生開通網誌，由12名成員每人每天輪流發表一篇文章，阪口的第一篇文章在12月24日發表。
2017年2月2日至12日，3期生舉行為期15場的《3人的主角》公演，阪口曾在2月2日、9日、11日中午公演的第二幕出場。3月，從中學畢業。5月9日至14日，參演由3期生首次獨自擔綱的「乃木坂46三期生單獨公演」中共8場公演。
2018年2月22日，阪口在乃木坂46官方網站的個人網誌開通。
2019年4月14日，阪口於乃木坂46的23張單曲《Sing Out!》中首次成為選拔成員。
2020年3月，從高中畢業。
2021年1月27日發行的乃木坂46的26張單曲《我會喜歡上自己的》的Under曲《言過其實的KISS》中首次擔任Center。11月10日，在20歳生日當天，開設個人Instagram帳號。
2022年1月7日，與久保史緒里、中村麗乃、遠藤櫻、賀喜遙香、金川紗耶、北川悠理、佐藤璃果在乃木神社一起舉行成人式。11月7日，阪口以乃木坂46第31張單曲《不存在於此的事物》時隔3年回歸選拔。
2023年1月15日，在個人部落格中宣布因為右耳急性低頻感音神經性聾，將缺席於同年2月22日舉行的「11th YEAR BIRTHDAY LIVE」。
2024年5月22日，在個人部落格中宣布將於乃木坂46第35張單曲《機會平等》活動結束後畢業，畢業時間預定於7月。6月25日，發行個人第一本寫真集《藍色玫瑰》（青いバラ），於香港、澳門拍攝。以2.4萬銷量取得Oricon公信榜書籍週榜寫真集及綜合部門第1位。7月15日，於「全國活動參加券限定 乃木坂46第35張單曲《機會平等》發售紀念線上迷你公演」上，和清宮玲共同舉辦畢業典禮，以及出演於乃木坂46官方YouTube頻道「乃木坂配信中」的直播節目「乃木坂46分TV」後，正式從乃木坂46畢業。7月16日，於乃木坂46官方網站發表最後一篇部落格。8月31日，阪口位於乃木坂46內的部落格正式關閉。12月1日，宣布加入經紀公司「DEEP SKILL」，並開設個人官方網站和X帳號。

## 人物
阪口的暱稱為Tama-chan（たまちゃん）。是一名左撇子。
幸福的時間是躲在被窩裡。
據本人所稱，容貌與父親非常相似。母親的祖先是鎌倉幕府第五代政權・北條時賴。

### 嗜好
喜歡的食物是抹茶、梅干、奇異果、豆乳。討厭的食物是燈籠椒。喜歡的零食是馬卡龍和抹茶雪糕。喜歡的季節是秋冬。喜歡的運動是籃球。

### 特技
4歲至13歲的約9年間學習古典芭蕾。小時候的志願是成為伴舞演員。非常喜歡爵士舞。繪畫能力非常弱，阪口的畫總會包含心理恐怖要素在內，在《週刊Playboy》的「乃木坂46畫伯王決定戰」的第2回和第3回連續獲得優勝。
得意料理是炒飯和芝士燴意大利飯。

### 乃木坂46
憧憬的前輩是樋口日奈。
在乃木坂46若樣軍團（若月佑美、梅澤美波、阪口珠美、山下美月）中擔任餐叉。
應援色是紫色和黃色。

### 交友關係
父親與《乃木坂工事中》的主持人香蕉人・日村勇紀是幼時玩伴，亦與前櫸坂46的鈴本美愉關係良好。

## 音樂作品

### 單曲
乃木坂46
|      | 發行日期       | 單曲名稱              | 參與歌曲名稱           | MV | 備註     |
| ---- | -------------- | --------------------- | ---------------------- | -- | -------- |
| 17th | 2017年3月22日  | 大影響家              | 第三陣風               | ★  | 出道作品 |
| 18th | 2017年8月9日   | 蜃景                  | 未來的答案             | ★  |          |
| 19th | 2017年10月11日 | 及時行事              | 我的衝動               | ★  |          |
| 19th | 2017年10月11日 | 及時行事              | 失戀清潔工             | ★  | 若樣軍團 |
| 20th | 2018年4月25日  | 同步巧合              | 全新的世界             | ★  |          |
| 20th | 2018年4月25日  | 同步巧合              | 心動不已               | ★  |          |
| 21st | 2018年8月8日   | 以自我為中心！        | 三角空地               | ★  |          |
| 21st | 2018年8月8日   | 以自我為中心！        | 感覺不像自己           |    |          |
| 22nd | 2018年11月14日 | 想繞遠路回家          | 日常                   | ★  |          |
| 23rd | 2019年5月29日  | Sing Out!             | Sing Out!              | ★  | 選拔     |
| 23rd | 2019年5月29日  | Sing Out!             | 平行線                 |    |          |
| 24th | 2019年9月4日   | 黎明來臨前無須逞強    | 〜Do my best〜沒有意義 | ★  |          |
| 24th | 2019年9月4日   | 黎明來臨前無須逞強    | 你，認識我嗎？         |    |          |
| 25th | 2020年3月25日  | 幸福的保護色          | 每天都是Brand new day  | ★  |          |
| 26th | 2021年1月27日  | 我會喜歡上自己的      | 言過其實的KISS         | ★  | Center   |
| 27th | 2021年6月9日   | 對不起Fingers crossed | 生鏽的羅盤             | ★  |          |
| 27th | 2021年6月9日   | 對不起Fingers crossed | 不受大人們的指示       |    |          |
| 28th | 2021年9月22日  | 被你罵了              | 機關槍雨               | ★  |          |
| 28th | 2021年9月22日  | 被你罵了              | 熟悉的陌生人           |    |          |
| 29th | 2022年3月23日  | Actually…             | 就算我不明白...        | ★  |          |
| 29th | 2022年3月23日  | Actually…             | 有價值的東西           | ★  |          |
| 30th | 2022年8月31日  | 喜歡是件搖滾的事！    | Under's Love           | ★  |          |
| 30th | 2022年8月31日  | 喜歡是件搖滾的事！    | 朝著我拍手的方向       | ★  |          |
| 31st | 2022年12月7日  | 不存在於此的事物      | 不存在於此的事物       | ★  | 選拔     |
| 32nd | 2023年3月29日  | 人們終將再度追夢      | 漣漪不復返             | ★  |          |
| 32nd | 2023年3月29日  | 人們終將再度追夢      | 我們的道別             | ★  |          |
| 33rd | 2023年8月23日  | 獨自一人的天堂        | 踩到了                 | ★  |          |
| 34th | 2023年12月6日  | Monopoly              | 回憶無法止息           | ★  |          |
| 35th | 2024年4月10日  | 機會平等              | 機會平等               | ★  | 選拔     |

其他
| 發行日期                                    | 單曲名稱       | 參與歌曲名稱 | MV | 備註         |
| ------------------------------------------- | -------------- | ------------ | -- | ------------ |
| 2020年6月17日（日本） 2020年6月24日（海外） | 世界中的鄰居啊 | —            | ★  | 下載限定歌曲 |

### 專輯
乃木坂46
|        | 發行日期       | 專輯名稱         | 參與歌曲名稱     | 備註 |
| ------ | -------------- | ---------------- | ---------------- | ---- |
| 3rd    | 2017年5月24日  | 最初的夢想       | 回憶優先         |      |
| 3rd    | 2017年5月24日  | 最初的夢想       | 指定溫度         |      |
| 4th    | 2019年4月17日  | 直到此刻化成回憶 | 即刻〜殘美傳説〜 |      |
| 精選輯 | 2021年12月15日 | Time flies       | Hard to say      |      |

## 演出

### 電視劇
- 殘美（2019年1月24日－3月28日，日本電視台）：飾演 小島彌生[54]

### 電視節目
- 周邊東京 江戶散步（2023年4月1日－2024年9月28日，TOKYO MX）- 主持人[55][56][57]
- G健康照護（2025年1月10日－，TBS）- 健康專欄主持人（週五擔任）[58][59]

### 舞台劇
- 殘美～Theater's end～（2019年2月7日－17日，天王洲 銀河劇場）：飾演 志乃（TEAM YELLOW）[60]
- 猜謎王 THE QUIZ STAGE ROUND 2（2019年5月3日－8日，三越劇場）：飾演 朝比奈栞[61]
- 猜謎王 THE QUIZ STAGE O（2021年1月9日、17日，博品館劇場）：飾演 朝比奈栞[62]
- 朗讀劇「少年的深淵」（2025年7月3日－6日，OWL SPOT）：飾演 青江凪[63]

### 網絡劇
- 聯誼惡魔 ～被背叛妻子的華麗復仇～（2025年3月24日，UniReel）：飾演 Hina[64]

## 書籍

### 寫真集
- 藍色玫瑰（青いバラ；2024年6月25日，幻冬舍）[65][66]

### 網絡連載
- 阪口珠美の“ゆる朝活”で「美腸ダイヤリー」（2025年5月14日－，朝時間.jp）[67]

### 日曆
- 阪口珠美 2025.04-2026.03 日曆（2025年1月25日）[68]

## 外部連結
- 阪口珠美官方網站（日語）
- 阪口珠美的Instagram帳戶（2021年11月10日－）（日語）
- 阪口珠美的X（前Twitter）（2024年12月1日－）（日語）

乃木坂46時期
- 乃木坂46個人介紹頁（日語）
- 阪口珠美 官方部落格 - 乃木坂46官方網站（2018年2月22日－2024年8月31日）（日語）
- 乃木坂46阪口珠美1st寫真集《藍色玫瑰》【公式】的X（前Twitter）（2024年4月30日－）（日語）
- 阪口 珠美（乃木坂46）的SHOWROOM專頁（页面存档备份，存于）（日語）